# Meylişah Hatun
Meylişah Hatun, född okänt år, död efter 1621, var en gemål (slavkonkubin) till den osmanska sultanen Osman II. 
Hon uppges ha varit från Serbien. Hon föll offer för slavhandeln och hamnade i det kejserliga osmanska haremet, där hon blev konkubin till sultanen. Hon uppges ha varit hans favorit. Hon blev mor till ett barn med sultanen. 